# Пойма (Приморский край)
По́йма — село в Хасанском районе Приморского края, входит в состав Славянского городского поселения.

## География
Село находится на берегу реки Пойма, в 12 км от её впадения в бухту Баклан залива Петра Великого, на расстоянии 13 км (по автодорогам) от посёлка городского типа Славянка, административного центра района, и 168 км (по автодорогам) от города Владивосток, административного центра края.

## История
Село основано корейскими крестьянами в 1873 году. Первоначально носило название Верхнее Адими в честь одноимённой реки на которой находилось, определение верхнее дано для отличия от села Нижнее Адими. В ходе программы по ликвидации китайских названий в 1972 году село и река были переименованы в Пойма.

## Население
| 1879 | 1890 | 1915 | 2002 | 2005 | 2010 |
| ---- | ---- | ---- | ---- | ---- | ---- |
| 163  | ↗317 | ↗442 | ↘31  | ↘7   | ↘6   |

## Улицы
В селе имеются две улицы: Долина вязов и Долина уюта.

## Транспорт
Село связано автомобильной дорогой длиной 5 км с трассой А189 Раздольное — Хасан. Имеется железнодорожная станция на ветке Барановский — Хасан.